# Amina Rachid
Amina Rachid, née Jamila Ben Omar le 11 avril 1936, morte en août 2019, est une actrice marocaine, ayant joué au  théâtre, au cinéma et à la télévision, durant plus d'un demi-siècle.

## Biographie
Née en 1936 à Marrakech,, Amina Rachid s’intéresse au théâtre et à la comédie dès son plus jeune âge et joue dans des pièces de théâtre à l'école. Elle fait ses débuts au cinéma dans le film Le médecin malgré lui diffusé en 1957, réalisé par le français Henry Jacques. Au début des années 1960, la radio nationale marocaine annonce qu'elle a besoin de nouvelles recrues. Amina Rachid accepte l'offre et fait ses débuts dans le théâtre radiophonique. En 1971, Amina Rachid suit une formation d'actrice à l'étranger avant de rentrer au Maroc pour travailler à la Société nationale de radiodiffusion et de télévision (SNRT), où elle rencontre son futur mari et compagnon de vie, Abdellah Chakroun,,.
Actrice active pendant plusieurs décennies, elle a interprété une grande diversité de rôles et elle est surtout connue pour ses apparitions dans plusieurs longs métrages cinématographiques, dont les plus célèbres sont notamment : À la recherche du mari de ma femme, Lalla Hobby, Elle est diabétique, hypertendue et elle refuse de crever, Les Cœurs brûlés, Adieu mères, et Aïda.
L'actrice meurt à l'âge de 83 ans en août 2019, des suites d'une longue maladie,,.